# 应夷节
應夷節（?—?），字適中，汝南人。唐朝著名上清派道士。
應凝之的曾孫。其母何氏夢見流星而懷孕。應夷節年幼時即不喜肉食，七歲時就顯現其智慧。十三歲成為道士。來後隱居天台山，師事馮惟良，成為司馬承禎的法嗣。相傳死時成仙。有弟子杜光庭。